# Stuckenia

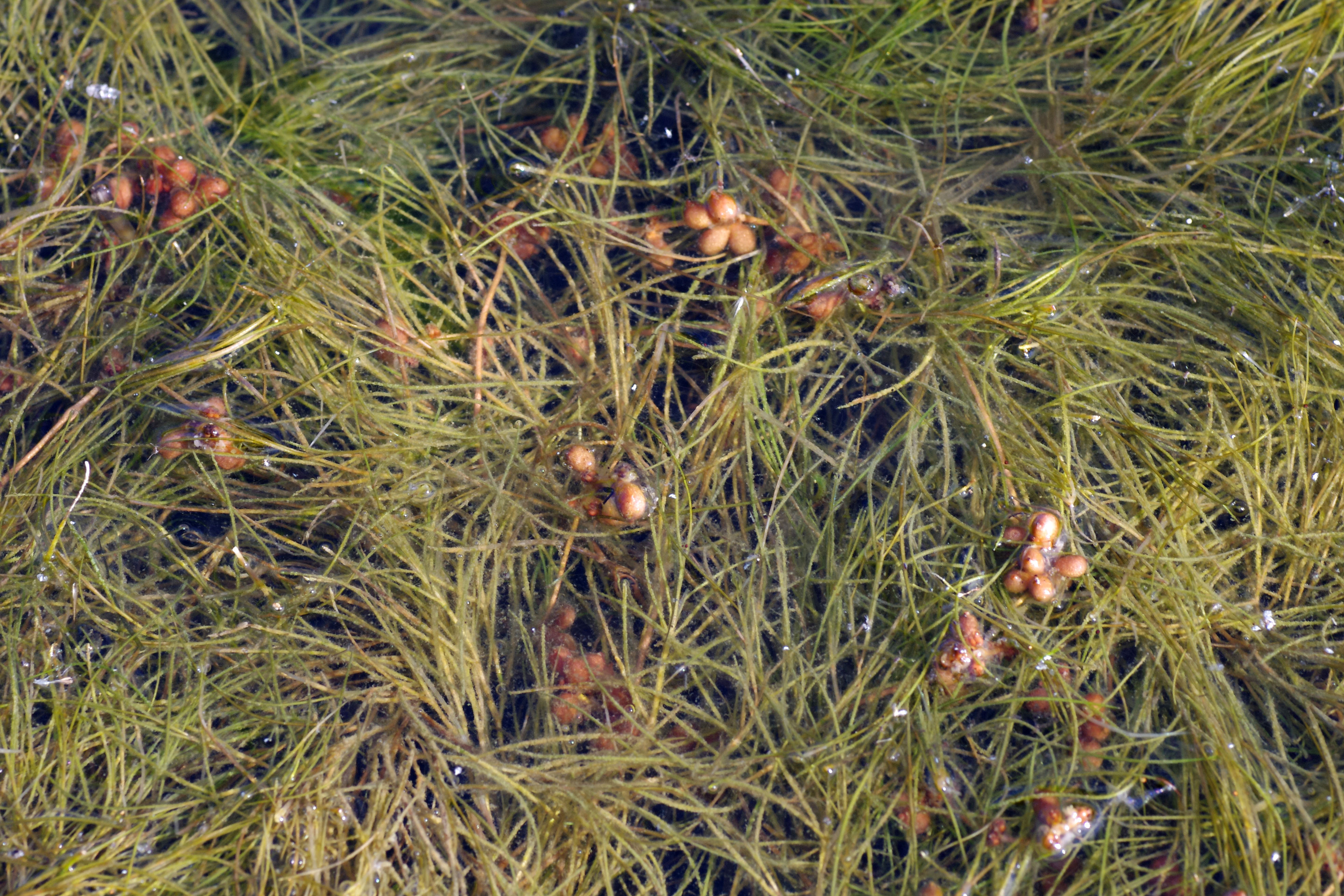
Pokrój Stuckenia pectinata

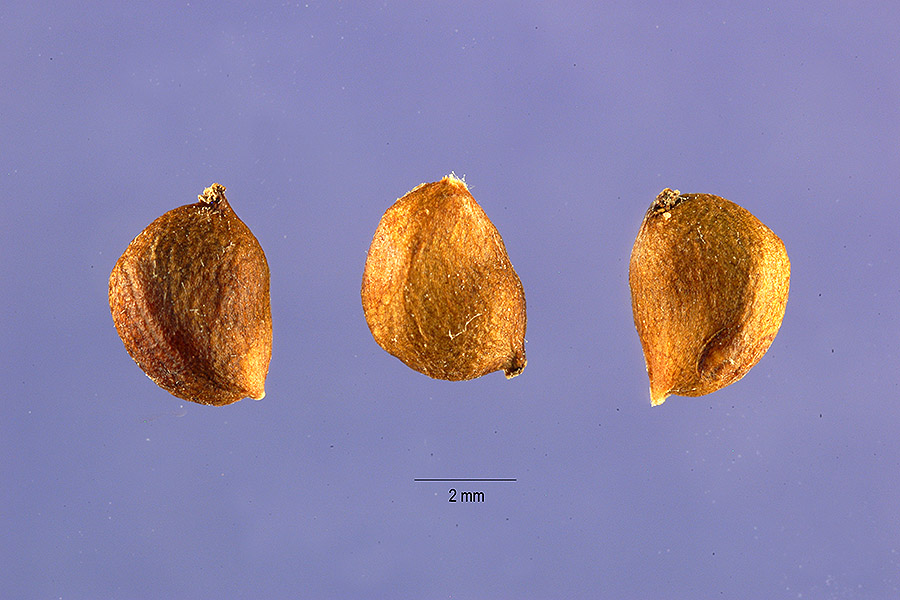
Nasiona Stuckenia pectinata

Stuckenia (Stuckenia Börner) – rodzaj roślin wodnych należący do rodziny rdestnicowatych (Potamogetonaceae), obejmujący 7 gatunków i 3 mieszańce, występujące niemal na całym świecie. W Polsce rosną dwa gatunki – stuckenia nitkowata Stuckenia filiformis i stuckenia grzebieniasta Stuckenia pectinata.

## Zasięg geograficzny
Przedstawiciele rodzaju Stuckenia występują na wszystkich kontynentach z wyjątkiem Australii (Stuckenia pectinata występuje w Nowej Zelandii) i Antarktyki. Poza powyższym rośliny te nie występują jedynie w kilku regionach: Makaronezji, na wyspach środkowego Atlantyku, we wschodniej Azji, w Papui-Nowej Gwinei, na wyspach Pacyfiku (z wyjątkiem Nowej Kaledonii i Hawajów) i w Brazylii.
Różnorodność gatunkowa tego rodzaju jest największa w górach środkowej Azji oraz przylegających do nich nizin Syberii i Kazachstanu, gdzie występuje 6 gatunków, a najmniejsza w Afryce i Oceanii, gdzie występuje jedynie jeden, kosmopolityczny gatunek stuckenia grzebieniasta. 

## Morfologia
PokrójZanurzone rośliny wodne.
ŁodygaPędy nierozgałęzione do silnie rozgałęzionych. Przeważnie w każdym węźle powstaje od 1 do 5 pędów bocznych.
LiścieUlistnienie naprzemianległe. Liście siedzące, kanalikowate, nabrzmiałe, nieprzezroczyste. Liście na głównym pędzie nitkowate do równowąskich, o długości 0,8–26 cm i szerokości 0,3–4 mm, zwykle proste, rzadziej zakrzywione, oliwkowozielone do ciemnozielonych, rzadziej jasnozielone, brązowawo-zielone lub jasnobrązowe. Liście na pędach bocznych o długości 0,7–12,5 cm i szerokości 0,2–2,8 mm. Wierzchołki blaszek ostre do tępych, wyciętych lub zaokrąglonych i szczecinowatych. Pochwy liściowe otwarte lub zamknięte, języczkowate. Przylistki przyrośnięte do nasady blaszek liściowych na ⅔ długości. Użyłkowanie liścia równoległe, złożone z 1–5 żyłek.
KwiatyPędy kwiatostanowe o długości 0,3–35 cm. Kwiaty (5–20) zebrane w kłos, położone w 3–11 okółkach. Kłosy główkowate lub cylindryczne, nie wyniesione ponad powierzchnię wody. Kwiaty 4-słupkowe.
OwoceZaokrąglone, dzióbkowate lub nie.
Gatunki podobnePrzedstawiciele rodzaju rdestnica, których liście są płaskie, półprzezroczyste i niekanalikowate, a przylistki zrośnięte z blaszką liściową na nie więcej niż połowie długości.

## Biologia i ekologia
RozwójByliny, wodne geofity (hydrogeofity).
SiedliskoRośliny te zasiedlają wody mezotroficzne do eutroficznych, szybko płynące lub stojące, przeważnie jeziora, rzeki i stawy. Rdestnica grzebieniasta toleruje wody brachiczne.
GenetykaLiczba chromosomów 2n = 26.

## Systematyka
Historia badań taksonomicznychGatunki zaliczane obecnie do rodzaju Stuckenia były już wyróżniane w ramach rodzaju Potamogeton w pierwszej połowie XIX wieku. W 1828 roku Fries wyróżnił w rodzaju Potamogeton sekcję Pectinati, której nazwę zmienił najpierw Koch w 1837 (na Caleophylli), a następnie Reichenbach w 1845 (na Coleogeton). Raunkiaer w 1896 wyodrębnił tę sekcję jako podrodzaj. W 1912 Börner wyróżnił gatunki zaliczane do tego podrodzaju w osobny rodzaj Stuckenia. Propozycja ta nie wzbudziła jednak większego zainteresowania taksonomów i nie została zaakceptowana. W 1982 roku Dostal ponownie wyodrębnił podrodzaj Coleogeton w osobny rodzaj. Dwa lata później Holub zwrócił uwagę na pracę Börnera, wskazując na poprawność nazwy Stuckenia dla wyodrębnionego przez Dostala rodzaju. Nazwa ta została ostatecznie zaakceptowana jako prawidłowa w 1998, w pracy Haynesa, Lesa i Krala Two new combinations in Stuckenia, the Correct Name for Coleogeton (Potamogetonaceae). Na przełomie XX i XXI wieku wyodrębnienie rodzaju Stuckenia zaczęło zyskiwać akceptację botaników (Tzvelev 1999, Crow and Hellquist 2000, Haynes i Hellquist 2000, Ceska 2001, Haynes i Holm-Nielsen 2003). Podejście to znalazło potwierdzenie w przeprowadzonych pod koniec pierwszej dekady XXI wieku badaniach filogenetycznych rodzaju rdestnica, wykazujących, że rodzaj ten obejmuje dwie oddzielne linie (Potamogeton sensu stricto i Stuckenia). Różnice genetyczne przeważyły o akceptacji taksonomów dla ostatecznego wyodrębnienia rodzaju Stuckenia.
Pozycja według Angiosperm Phylogeny Website (aktualizowany system APG IV z 2016)Rodzaj należy do rodziny rdestnicowatych (Potamogetonaceae Dumort.), rzędu żabieńcowców (Alismatales Dumort.), w kladzie jednoliściennych (monocots).
Wykaz gatunków
- Stuckenia amblyophylla (C.A.Mey.) Holub
- Stuckenia filiformis (Pers.) Börner – stuckenia nitkowata
- Stuckenia macrocarpa (Dobrocz.) Tzvelev
- Stuckenia pamirica (Baagøe) Z.Kaplan
- Stuckenia pectinata (L.) Börner – stuckenia grzebieniasta
- Stuckenia striata (Ruiz & Pav.) Holub
- Stuckenia vaginata (Turcz.) Holub

Mieszańce
- Stuckenia ×bottnica (Hagstr.) Holub (S. pectinata × S. vaginata)
- Stuckenia ×fennica (Hagstr.) Holub (S. filiformis × S. vaginata)
- Stuckenia ×suecica (K.Richt.) Holub (S. filiformis × S. pectinatus)

## Nazewnictwo
Toponimia nazwy naukowejNazwa naukowa rodzaju została nadana na cześć Wilhelma Adolfa Stuckena, żyjącego w latach 1860–1901 niemieckiego botanika, badacza flory Australii.
Nazwy rodzajoweW języku angielskim rośliny z tego rodzaju określane są mianem pondweed, stosowanym również do określania roślin z rodzajów rdestnica, rdestniczka, moczarka i onowodek oraz glonów z rodziny ramienicowych.